# European Champions Tournament 1985-1986
Il secondo European Champions Tournament fu giocato il 17 ed il 18 gennaio 1986 a Roma, vi parteciparono quattro formazioni rappresentanti Belgio (campione uscente più campione nazionale), Italia e Paesi Bassi.
La finale tra i belgi del ZVK Hasselt e gli olandesi del Drei Keuninge ribadì la supremazia delle squadre nordiche, lasciando fuori dalla finale l'ospitante Roma Barilla ed i campioni uscenti del ZVC Hoboken.

## Risultati

### Semifinali
| Data     |              | Gara |              | Risultato |
| -------- | ------------ | ---- | ------------ | --------- |
| 17.01.86 | ZVK Hasselt  | -    | Roma Barilla | 3 - 1     |
| 17.01.86 | Dei Keuninge | -    | ZVC Hoboken  | 4 - 1     |

### Finale 3º-4º posto
| Data     |              | Gara |             | Risultato |
| -------- | ------------ | ---- | ----------- | --------- |
| 18.01.86 | Roma Barilla | -    | ZVC Hoboken | 3 - 1     |

### Finale
| Data     |             | Gara |               | Risultato   |
| -------- | ----------- | ---- | ------------- | ----------- |
| 18.01.86 | ZVK Hasselt | -    | Drei Keuninge | 5 - 7 (DTS) |